# شورش جوکیو
شورش جوکیو، جنگ جوکیو (به ژاپنی: 承久の乱 jōkyū no ran) جنگی در سال ۱۲۲۱ میلادی بین نیروهای وفادار به امپراتور بازنشسته شده؛ امپراتور گو-توبا و دومین شیکّن، هوجو یوشیتوکی (اشتغال ۱۲۰۵–۱۲۲۴) به نمایندگی از شوگون‌سالاری کاماکورا بود. این جنگ به عنوان مهمترین رخداد دوره کاماکورا شناخته می‌شود. این نخستین برخورد نظامی مابین امپراتوری ژاپن و یک رژیم سامورایی در تاریخ ژاپن بود.
از زمان تأسیس شوگون‌سالاری کاماکورا در سال ۱۱۸۵، مرکز سیاسی کشور دارای دو قطب شده بود، شوگون‌سالاری کاماکورا که در شرق ژاپن نفوذ داشت و دربار ژاپن که غرب کشور را تحت سلطه داشت.
پس از مرگ نخستین شوگون از شوگون‌سالاری کاماکورا، میناموتو نو یوریتومو در سال ۱۱۹۹، شوگون دوم میناموتو نو یوری‌ایه (مرگ ۱۲۰۴) و شوگون سوم میناموتو نو سانه‌تومو (مرگ ۱۲۱۹) که دو پسر وی بودند، یکی پس از دیگری به قتل رسیدند و وارثی از خاندان سیوا گنجی که از خاندان امپراتوری منشأ گرفته بودند باقی نماند و خاندان هوجو که خاندان همسر بنیان‌گذار شوگون‌سالاری کاماکورا، هوجو ماساکو بودند به عنوان شیکّن (معاون شوگون) به نمایندگی از شوگون فرمانروایی را در کشور دست گرفتند. این وقایع موجب خشم خاندان امپراتوری شد که بر اساس قانون، فرمانروای ژاپن را حق خود می‌دانست. امپراتور گو-توبا در این جنگ قصد سرنگونی شوگون‌سالاری کاماکورا را داشت.
این جنگ با شکست امپراتور بازنشسته پایان یافت و وی به جزایر اوکی تبعید شد و پس از آن به مدت ۱۰۰ سال ژاپن توسط شیکّن‌ها فرمانروایی می‌شد.

## زمینه
پیشینهٔ خاندان میناموتو
خاندان میناموتو یا گِنجی، یکی از نام‌های خانوادگی اعطا شده توسط امپراتور ژاپن به اعضای خانوادهٔ سلطنتی بود. این اعضای خاندان سلطنتی کسانی بودند که از خاندان جدا شده و به طبقهٔ اشراف تنزل مقام می‌یافتند. اولین امپراتور که نام خانوادگی میناموتو را اهدا کرد، امپراتور ساگا (۸۴۲–۷۸۶) پنجاه و دومین امپراتور ژاپن بود. میناموتو نو ماکوتو (۸۱۰–۸۶۸) هفتمین پسرِ امپراتور ساگا، نخستین فردی بود که نام خانوادگی میناموتو به وی داده شد. نام افتخاری میناموتو پس از آن به تعداد دیگری از درباری‌ها در زمان‌های مختلف و توسط تعدادی از امپراتورهای دیگر نیز داده شد. خاندان میناموتو پس از گذشت زمان بیست و یک شاخه پیدا کرد. برای نمونه خاندان میناموتویی که از زمان امپراتور ساگا منشأ گرفته شاخه ساگا گنجی و خاندان میناموتویی که از امپراتور سیوا (دوران سلطنت  ۸۵۸–۸۷۶ میلادی) پنجاهمین و ششمین امپراتور ژاپن، منشأ گرفته شاخه سیوا گنجی نام دارد و یک شاخه آن با نام خاندان کاواچی گنجی به عنوان مهم‌ترین شاخهٔ خاندان میناموتو شناخته می‌شود. بنیان‌گذار شوگون‌سالاری کاماکورا، میناموتو نو یوری‌تومو عضو این شاخه از خاندان میناموتو بود.
شکل‌گیری شوگون‌سالاری کاماکورا
در اواخر دوره هی‌آن، بین خاندان تایرا که خاندانی منشأ گرفته از خاندان امپراتوری بود و خاندان میناموتو اختلاف و درگیری رخ داد. خاندان تایرا در طی شورش هیجی توانست خاندان میناموتو را شکست دهد. رهبر خاندان میناموتو یوشیتومو پس از شکست به سمت شمال ژاپن حرکت کرد اما در طی راه همراه با پسر ارشدش کشته شد. پسر سوم وی میناموتو نو یوریتومو نیز دستگیر شد اما با وساطت و اصرار نامادری کیوموری بخشیده شد و به ولایت ایزو تبعید شد. یوریتومو در تبعید با دختر هوجو توکی‌ماسا از صاحب منصبان جزیره، هوجو ماساکو ازدواج کرد و با کمک خاندان همسرش توانست در سال ۱۱۸۵ در نبرد نهایی مابین دو خاندان میناموتو و تایرا یا جنگ گنپی به پیروزی برسد. وی در سال ۱۱۹۲ از سوی امپراتور به عنوان سردار یا شوگون منصوب شد و شوگون‌سالاری کاماکورا را در شهر کاماکورا پایه گذاشت.
انقراض نسل نخستین شوگون
پس از مرگ ناگهانی یوریتومو در سال ۱۱۹۹ و همچنین بیماری جدی شوگون دوم میناموتو نو یوری‌ایه (مرگ ۱۲۰۴) خاندان هوجو از شوگونی برادر وی میناموتو نو سانه‌تومو (مرگ ۱۲۱۹) حمایت می‌کرد. از طرف دیگر خاندان هیکی قصد داشت پسر ارشد شوگون دوم، یعنی میناموتو نو ایچیمان (زمان حیات ۱۲۰۳–۱۱۹۸) را که از طرف مادر نسبتش به این خاندان می‌رسید، را به شوگونی برساند. هوجو ماساکو همسر شوگون اول، برای خلاص شدن از نقشه خاندان هیکی ابتدا رهبر این خاندان و پدربزرگ ایچیمان، هیکی یوشیکازو را به منزلش دعوت کرد و به قتل رساند. پس از این قتل درگیری بین دو خاندان هوجو و هیکی رخ داد و ایچیمان در طی این درگیری کشته شد و برادر کوچکتر وی کوگیو مجبور شد تا راهب شود. وی در سن بیست سالگی در سال ۱۲۱۹ میلادی، عموی خود شوگون سوم میناموتو نو سانه‌تومو را به انتقام کشته شدن پدرش شوگون دوم کشت. کوگیو نیز به زودی پس از این قتل گردن زده شد همچنین برادرانش نیز یکی پس از دیگری کشته شدند. بدین ترتیب وارثی از شوگون اول و رهبر خاندان سیوا گنجی برجا نماند و این خاندان منقرض شد.
|                               |                               |                               |                               |                               |                               |                              |                              |               |               |                                           |                                           |                                           |                                           |                                           |                                           |                                      |                                      |                                            |                                            |                                            |                                            |                                            |                                            |                 |                 |                             |                             | هوجو توکیماسا(۱) نخستین شیکّن |                             |                             |                             |                          |                          |                          |                          |                          |                          |  |  |                          |                          |                          |                          |                          |                          |  |  |                           |                           |                           |                           |                           |                           |  |  |           |           |           |           |           |           |  |  |  |  |  |  |  |  |  |  |  |  |  |  |  |  |  |  |  |  |  |  |  |  |  |  |  |  |
|                               |                               |                               |                               |                               |                               |                              |                              |               |               |                                           |                                           |                                           |                                           |                                           |                                           |                                      |                                      |                                            |                                            |                                            |                                            |                                            |                                            |                 |                 |                             |                             |                              |                             |                             |                             |                          |                          |                          |                          |                          |                          |  |  |                          |                          |                          |                          |                          |                          |  |  |                           |                           |                           |                           |                           |                           |  |  |           |           |           |           |           |           |  |  |  |  |  |  |  |  |  |  |  |  |  |  |  |  |  |  |  |  |  |  |  |  |  |  |  |  |
|                               |                               |                               |                               |                               |                               |                              |                              |               |               |                                           |                                           |                                           |                                           |                                           |                                           |                                      |                                      |                                            |                                            |                                            |                                            |                                            |                                            |                 |                 |                             |                             |                              |                             |                             |                             |                          |                          |                          |                          |                          |                          |  |  |                          |                          |                          |                          |                          |                          |  |  |                           |                           |                           |                           |                           |                           |  |  |           |           |           |           |           |           |  |  |  |  |  |  |  |  |  |  |  |  |  |  |  |  |  |  |  |  |  |  |  |  |  |  |  |  |
|                               |                               |                               |                               |                               |                               |                              |                              |               |               |                                           |                                           |                                           |                                           | میناموتونو یوری‌تومو (۱) نخستین شوگون      | میناموتونو یوری‌تومو (۱) نخستین شوگون      | میناموتونو یوری‌تومو (۱) نخستین شوگون | میناموتونو یوری‌تومو (۱) نخستین شوگون | میناموتونو یوری‌تومو (۱) نخستین شوگون       | میناموتونو یوری‌تومو (۱) نخستین شوگون       |                                            |                                            | هوجو ماساکو                                | هوجو ماساکو                                | هوجو ماساکو     | هوجو ماساکو     | هوجو ماساکو                 | هوجو ماساکو                 |                              |                             |                             |                             |                          |                          |                          |                          |                          |                          |  |  | هوجو یوشیتوکی دومین شیکّن | هوجو یوشیتوکی دومین شیکّن | هوجو یوشیتوکی دومین شیکّن | هوجو یوشیتوکی دومین شیکّن | هوجو یوشیتوکی دومین شیکّن | هوجو یوشیتوکی دومین شیکّن |  |  |                           |                           |                           |                           |                           |                           |  |  |           |           |           |           |           |           |  |  |  |  |  |  |  |  |  |  |  |  |  |  |  |  |  |  |  |  |  |  |  |  |  |  |  |  |
|                               |                               |                               |                               |                               |                               |                              |                              |               |               |                                           |                                           |                                           |                                           | میناموتونو یوری‌تومو (۱) نخستین شوگون      | میناموتونو یوری‌تومو (۱) نخستین شوگون      | میناموتونو یوری‌تومو (۱) نخستین شوگون | میناموتونو یوری‌تومو (۱) نخستین شوگون | میناموتونو یوری‌تومو (۱) نخستین شوگون       | میناموتونو یوری‌تومو (۱) نخستین شوگون       |                                            |                                            | هوجو ماساکو                                | هوجو ماساکو                                | هوجو ماساکو     | هوجو ماساکو     | هوجو ماساکو                 | هوجو ماساکو                 |                              |                             |                             |                             |                          |                          |                          |                          |                          |                          |  |  | هوجو یوشیتوکی دومین شیکّن | هوجو یوشیتوکی دومین شیکّن | هوجو یوشیتوکی دومین شیکّن | هوجو یوشیتوکی دومین شیکّن | هوجو یوشیتوکی دومین شیکّن | هوجو یوشیتوکی دومین شیکّن |  |  |                           |                           |                           |                           |                           |                           |  |  |           |           |           |           |           |           |  |  |  |  |  |  |  |  |  |  |  |  |  |  |  |  |  |  |  |  |  |  |  |  |  |  |  |  |
|                               |                               |                               |                               |                               |                               |                              |                              |               |               |                                           |                                           |                                           |                                           |                                           |                                           |                                      |                                      |                                            |                                            |                                            |                                            |                                            |                                            |                 |                 |                             |                             |                              |                             |                             |                             |                          |                          |                          |                          |                          |                          |  |  |                          |                          |                          |                          |                          |                          |  |  |                           |                           |                           |                           |                           |                           |  |  |           |           |           |           |           |           |  |  |  |  |  |  |  |  |  |  |  |  |  |  |  |  |  |  |  |  |  |  |  |  |  |  |  |  |
|                               |                               |                               |                               |                               |                               |                              |                              |               |               |                                           |                                           |                                           |                                           |                                           |                                           |                                      |                                      |                                            |                                            |                                            |                                            |                                            |                                            |                 |                 |                             |                             |                              |                             |                             |                             |                          |                          |                          |                          |                          |                          |  |  |                          |                          |                          |                          |                          |                          |  |  |                           |                           |                           |                           |                           |                           |  |  |           |           |           |           |           |           |  |  |  |  |  |  |  |  |  |  |  |  |  |  |  |  |  |  |  |  |  |  |  |  |  |  |  |  |
|                               |                               | اوهیمه دختر ارشد (مرگ زودرس)  | اوهیمه دختر ارشد (مرگ زودرس)  | اوهیمه دختر ارشد (مرگ زودرس)  | اوهیمه دختر ارشد (مرگ زودرس)  | اوهیمه دختر ارشد (مرگ زودرس) | اوهیمه دختر ارشد (مرگ زودرس) |               |               | میناموتو نو یوری‌ایه دومین شوگون (کشته شد) | میناموتو نو یوری‌ایه دومین شوگون (کشته شد) | میناموتو نو یوری‌ایه دومین شوگون (کشته شد) | میناموتو نو یوری‌ایه دومین شوگون (کشته شد) | میناموتو نو یوری‌ایه دومین شوگون (کشته شد) | میناموتو نو یوری‌ایه دومین شوگون (کشته شد) |                                      |                                      | میناموتو نو سانه‌تومو سومین شوگون (کشته شد) | میناموتو نو سانه‌تومو سومین شوگون (کشته شد) | میناموتو نو سانه‌تومو سومین شوگون (کشته شد) | میناموتو نو سانه‌تومو سومین شوگون (کشته شد) | میناموتو نو سانه‌تومو سومین شوگون (کشته شد) | میناموتو نو سانه‌تومو سومین شوگون (کشته شد) |                 |                 | سانمان دختر دوم (مرگ زودرس) | سانمان دختر دوم (مرگ زودرس) | سانمان دختر دوم (مرگ زودرس)  | سانمان دختر دوم (مرگ زودرس) | سانمان دختر دوم (مرگ زودرس) | سانمان دختر دوم (مرگ زودرس) |                          |                          |                          |                          |                          |                          |  |  |                          |                          |                          |                          |                          |                          |  |  | هوجو توکیئوجی (مرگ زودرس) | هوجو توکیئوجی (مرگ زودرس) | هوجو توکیئوجی (مرگ زودرس) | هوجو توکیئوجی (مرگ زودرس) | هوجو توکیئوجی (مرگ زودرس) | هوجو توکیئوجی (مرگ زودرس) |  |  |           |           |           |           |           |           |  |  |  |  |  |  |  |  |  |  |  |  |  |  |  |  |  |  |  |  |  |  |  |  |  |  |  |  |
|                               |                               | اوهیمه دختر ارشد (مرگ زودرس)  | اوهیمه دختر ارشد (مرگ زودرس)  | اوهیمه دختر ارشد (مرگ زودرس)  | اوهیمه دختر ارشد (مرگ زودرس)  | اوهیمه دختر ارشد (مرگ زودرس) | اوهیمه دختر ارشد (مرگ زودرس) |               |               | میناموتو نو یوری‌ایه دومین شوگون (کشته شد) | میناموتو نو یوری‌ایه دومین شوگون (کشته شد) | میناموتو نو یوری‌ایه دومین شوگون (کشته شد) | میناموتو نو یوری‌ایه دومین شوگون (کشته شد) | میناموتو نو یوری‌ایه دومین شوگون (کشته شد) | میناموتو نو یوری‌ایه دومین شوگون (کشته شد) |                                      |                                      | میناموتو نو سانه‌تومو سومین شوگون (کشته شد) | میناموتو نو سانه‌تومو سومین شوگون (کشته شد) | میناموتو نو سانه‌تومو سومین شوگون (کشته شد) | میناموتو نو سانه‌تومو سومین شوگون (کشته شد) | میناموتو نو سانه‌تومو سومین شوگون (کشته شد) | میناموتو نو سانه‌تومو سومین شوگون (کشته شد) |                 |                 | سانمان دختر دوم (مرگ زودرس) | سانمان دختر دوم (مرگ زودرس) | سانمان دختر دوم (مرگ زودرس)  | سانمان دختر دوم (مرگ زودرس) | سانمان دختر دوم (مرگ زودرس) | سانمان دختر دوم (مرگ زودرس) |                          |                          |                          |                          |                          |                          |  |  |                          |                          |                          |                          |                          |                          |  |  | هوجو توکیئوجی (مرگ زودرس) | هوجو توکیئوجی (مرگ زودرس) | هوجو توکیئوجی (مرگ زودرس) | هوجو توکیئوجی (مرگ زودرس) | هوجو توکیئوجی (مرگ زودرس) | هوجو توکیئوجی (مرگ زودرس) |  |  |           |           |           |           |           |           |  |  |  |  |  |  |  |  |  |  |  |  |  |  |  |  |  |  |  |  |  |  |  |  |  |  |  |  |
|                               |                               |                               |                               |                               |                               |                              |                              |               |               |                                           |                                           |                                           |                                           |                                           |                                           |                                      |                                      |                                            |                                            |                                            |                                            |                                            |                                            |                 |                 |                             |                             |                              |                             |                             |                             |                          |                          |                          |                          |                          |                          |  |  |                          |                          |                          |                          |                          |                          |  |  |                           |                           |                           |                           |                           |                           |  |  |           |           |           |           |           |           |  |  |  |  |  |  |  |  |  |  |  |  |  |  |  |  |  |  |  |  |  |  |  |  |  |  |  |  |
| میناموتو نو ایچیمان (کشته شد) | میناموتو نو ایچیمان (کشته شد) | میناموتو نو ایچیمان (کشته شد) | میناموتو نو ایچیمان (کشته شد) | میناموتو نو ایچیمان (کشته شد) | میناموتو نو ایچیمان (کشته شد) |                              |                              | کوگیو (اعدام) | کوگیو (اعدام) | کوگیو (اعدام)                             | کوگیو (اعدام)                             | کوگیو (اعدام)                             | کوگیو (اعدام)                             |                                           |                                           | ایجیتسو (خودکشی اجباری)              | ایجیتسو (خودکشی اجباری)              | ایجیتسو (خودکشی اجباری)                    | ایجیتسو (خودکشی اجباری)                    | ایجیتسو (خودکشی اجباری)                    | ایجیتسو (خودکشی اجباری)                    |                                            |                                            | زنگیو (کشته شد) | زنگیو (کشته شد) | زنگیو (کشته شد)             | زنگیو (کشته شد)             | زنگیو (کشته شد)              | زنگیو (کشته شد)             |                             |                             | تاکه نو گوشو (مرگ زودرس) | تاکه نو گوشو (مرگ زودرس) | تاکه نو گوشو (مرگ زودرس) | تاکه نو گوشو (مرگ زودرس) | تاکه نو گوشو (مرگ زودرس) | تاکه نو گوشو (مرگ زودرس) |  |  | {{{۴۰۳}}}                | {{{۴۰۳}}}                | {{{۴۰۳}}}                | {{{۴۰۳}}}                | {{{۴۰۳}}}                | {{{۴۰۳}}}                |  |  | {{{۴۰۸}}}                 | {{{۴۰۸}}}                 | {{{۴۰۸}}}                 | {{{۴۰۸}}}                 | {{{۴۰۸}}}                 | {{{۴۰۸}}}                 |  |  | {{{۴۰۲}}} | {{{۴۰۲}}} | {{{۴۰۲}}} | {{{۴۰۲}}} | {{{۴۰۲}}} | {{{۴۰۲}}} |  |  |  |  |  |  |  |  |  |  |  |  |  |  |  |  |  |  |  |  |  |  |  |  |  |  |  |  |
| میناموتو نو ایچیمان (کشته شد) | میناموتو نو ایچیمان (کشته شد) | میناموتو نو ایچیمان (کشته شد) | میناموتو نو ایچیمان (کشته شد) | میناموتو نو ایچیمان (کشته شد) | میناموتو نو ایچیمان (کشته شد) |                              |                              | کوگیو (اعدام) | کوگیو (اعدام) | کوگیو (اعدام)                             | کوگیو (اعدام)                             | کوگیو (اعدام)                             | کوگیو (اعدام)                             |                                           |                                           | ایجیتسو (خودکشی اجباری)              | ایجیتسو (خودکشی اجباری)              | ایجیتسو (خودکشی اجباری)                    | ایجیتسو (خودکشی اجباری)                    | ایجیتسو (خودکشی اجباری)                    | ایجیتسو (خودکشی اجباری)                    |                                            |                                            | زنگیو (کشته شد) | زنگیو (کشته شد) | زنگیو (کشته شد)             | زنگیو (کشته شد)             | زنگیو (کشته شد)              | زنگیو (کشته شد)             |                             |                             | تاکه نو گوشو (مرگ زودرس) | تاکه نو گوشو (مرگ زودرس) | تاکه نو گوشو (مرگ زودرس) | تاکه نو گوشو (مرگ زودرس) | تاکه نو گوشو (مرگ زودرس) | تاکه نو گوشو (مرگ زودرس) |  |  | {{{۴۰۳}}}                | {{{۴۰۳}}}                | {{{۴۰۳}}}                | {{{۴۰۳}}}                | {{{۴۰۳}}}                | {{{۴۰۳}}}                |  |  | {{{۴۰۸}}}                 | {{{۴۰۸}}}                 | {{{۴۰۸}}}                 | {{{۴۰۸}}}                 | {{{۴۰۸}}}                 | {{{۴۰۸}}}                 |  |  | {{{۴۰۲}}} | {{{۴۰۲}}} | {{{۴۰۲}}} | {{{۴۰۲}}} | {{{۴۰۲}}} | {{{۴۰۲}}} |  |  |  |  |  |  |  |  |  |  |  |  |  |  |  |  |  |  |  |  |  |  |  |  |  |  |  |  |

قدرت‌گیری خاندان هوجو
پس از مرگ سومین شوگون در سال ۱۲۱۹ میلادی؛ به نیابت از شوگون هوجو ماساکو همسر شوگون اول، و برادر کوچکتر وی هوجو یوشیتوکی (دومین شیکّن) به عنوانِ معاون وی اداره کشور را در دست گرفتند.
کوجو یوریتسونه (فوجیوارا نو یوریتسونه) (۱۲۵۶–۱۲۱۸)، در سن هفت سالگی، در سال ۱۲۲۶، در طی یک توافق سیاسی میان پدرش، کوجو میچی‌ایه (از خاندان فوجیوارا) و همسر نخستین شوگون، هوجو ماساکو و هوجو یوشیتوکی (دومین شیکّن)به عنوان یک شوگون دست‌نشانده به این منصب گمارده شد.
امپراتور گو-توبا
امپراتور بازنشسته امپراتور گو-توبا به عنوان چیتن (امپراتوری که در عمل قدرت را در دست دارد) به سمت سیاست استبدادی گرایش داشت. پس از ترور میناموتو نو سانه‌تومو (مرگ ۱۲۱۹) و به دست گرفتن قدرت واقعی شوگون‌سالاری کاماکورا توسط خاندان هوجو، امپراتور بازنشسته گوتوبا دستور دستگیری و کشتن شیکن دوم هوجو یوشیتوکی را صادر کرد. نظر پژوهشگران به این موضوع دو صورت تقسیم می‌شود. یک گروه نظر دارند که او قصد داشت یوشیتوکی را سرنگون کند و سیستم شوگون‌سالاری را مطابق با نیازهای خود تغییر دهد، و گروهی نظر دارند که او قصد داشت خود شوگون‌سالاری را سرنگون کند. در آن زمان، امپراتور بازنشسته گوتوبا انتظار داشت که یوشیتوکی به زودی کشته شود و سامورایی‌های منطقه کانتو نیز تسلیم شوند، اما شوگون‌سالاری توانست هواداری اکثریت گوکه‌نین‌ها را به طرف خود جلب کند.

## شورش

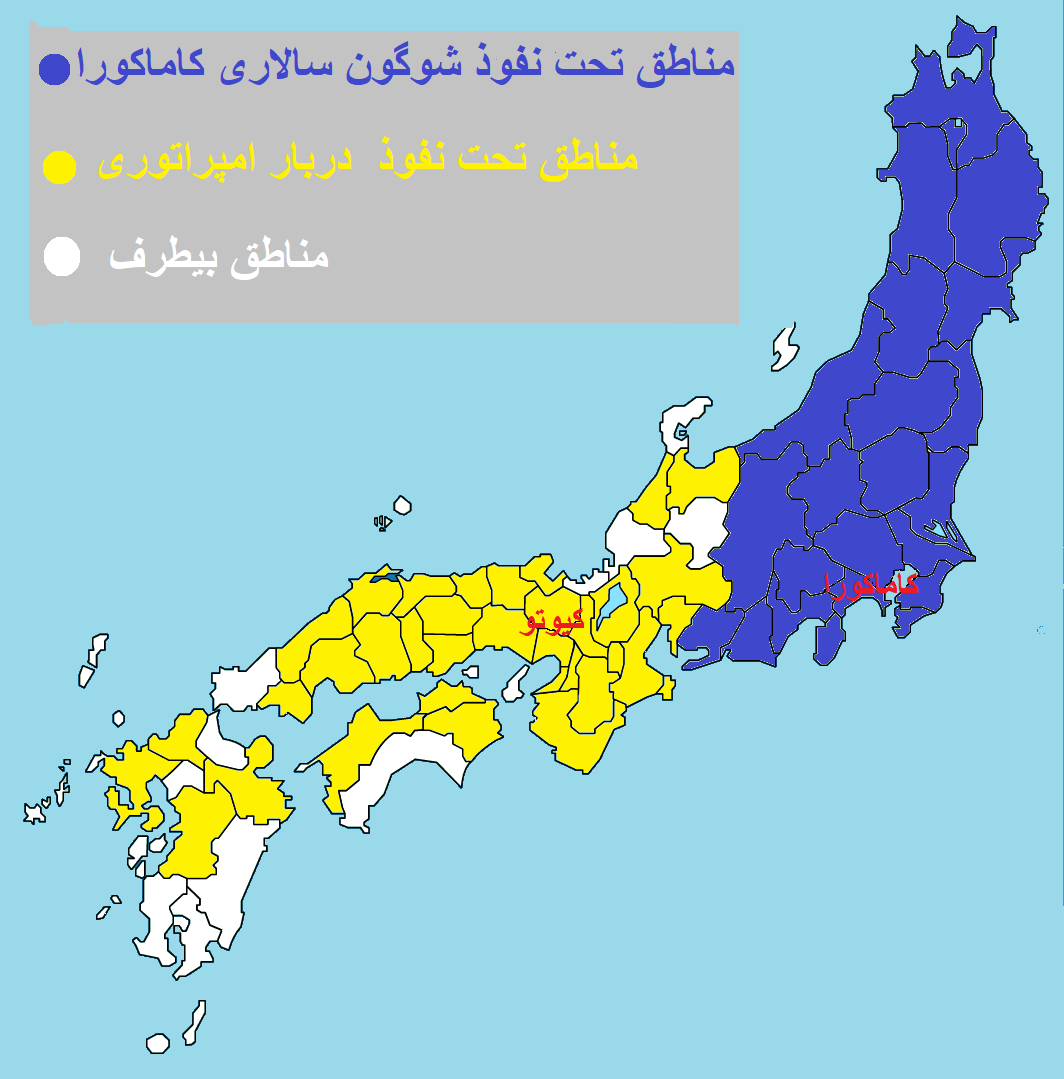
نفوذ شوگون‌سالاری کاماکورا در شرق ژاپن و دربار ژاپن در غرب کشور

در روز ۱۴ از پنجمین ماه (گاهشماری ژاپنی) از سال ۱۲۲۱، امپراتور بازنشسته گو-توبا، در هنگامی که مراسم سنتی یابوسامه (تیراندازی با اسب) در کیوتو برگزار می‌شد و در حدود ۱۷۰۰ نفر از سامورایی‌ها در مراسم حضور داشتند، امر براندازی هوجو یوشیتوکی دومین شیکّن که به نمایندگی از شوگون، قدرت را در دست گرفته بود را صادر کرد. هر چند امر براندازی موجب شگفت زدگی سامورایی‌های شرکت کننده در مراسم شد اما بسیاری از آنان با امپراتور بازنشسته پیمان وحدت بستند. همزمان با این واقعه سایئونجی کینتسونه و سایئونجی سانه‌اوجی (پدربزرگ مادری شوگون چهارم) که از درباریان متمایل و طرفدار شوگون‌سالاری بودند، دستگیر شدند. برخی از مقامات از جمله ایگا میتسوسوئه که از مقام‌های ارشد مربوط به شوگون‌سالاری کاماکورا بود و در کیوتو اقامت داشت، به دعوت وی پاسخ منفی داد. در روز ۱۵ از پنجمین ماه (گاهشماری ژاپنی) از سال ۱۲۲۱ میلادی، منزل وی مورد حمله سپاه امپراتور قرار گرفت و میتسوسوئه به همراه پسرش مجبور به خودکشی شدند. حمله به منزل وی و مرگ وی یکی از عوامل شروع شورش جوکیو در نظر گرفته می‌شود. سه روز بعد، تمام شرق ژاپن به‌طور رسمی وارد شورش شد.

### نبرد

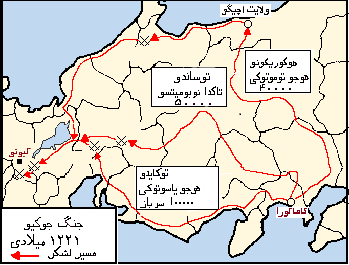

هوجو یوشیتوکی تصمیم گرفت تا به نیروهای گو-توبا از طریق همان حملهٔ سه جانبه که چندین دهه قبل در طی جنگ گنپی کیوتو تسخیر شده بود به پایتخت حمله کند. یکی از کوه‌ها، یکی از شمال، و سوم، تحت فرمان پسرش هوجو یاسوتوکی، از طریق جاده توکایدو.
در طی این جنگ دربار ژاپن برای اولین بار در طول تاریخ به دادن مدال اقدام کرد؛ گفته می‌شود که امپراتور گو-توبا در اوایل این جنگ یک مدال را به یک ژنرال اهدا کرد. در این مدال تصاویر خورشید و ماه با طلا یا نقره بر روی یک زربفت قرمز دوخته شده یا نقاشی شده بودند.
این نیروهای شوگون در راه رسیدن به پایتخت با مقاومت چندانی مواجه نشدند؛ فرماندهان امپراتوری به سادگی شکست خوردند. هنگامی که گو-توبا از این رشته شکست‌ها اطلاع پیدا کرد، وی پایتخت را به جهت کوه هیئی ترک کرد، در کوه هیئی وی از راهبان جنگجو، سوهی درخواست کمک کرد. آنها درخواست کمک وی را رد کردند و گو-توبا به کیوتو بازگشت. باقی مانده‌های ارتش امپراتور، در آخرین پایگاه خود بر روی پل رود اوجی، جایی که جنگ گنپی در ۴۱ سال پیش آغاز شده بود، جنگیدند. سواره نظام هوجو یوشیتوکی نیروهای امپراتوری را پراکنده کردند و برای تصرف کیوتو فشار وارد کردند.

### وقایع پس از شکست

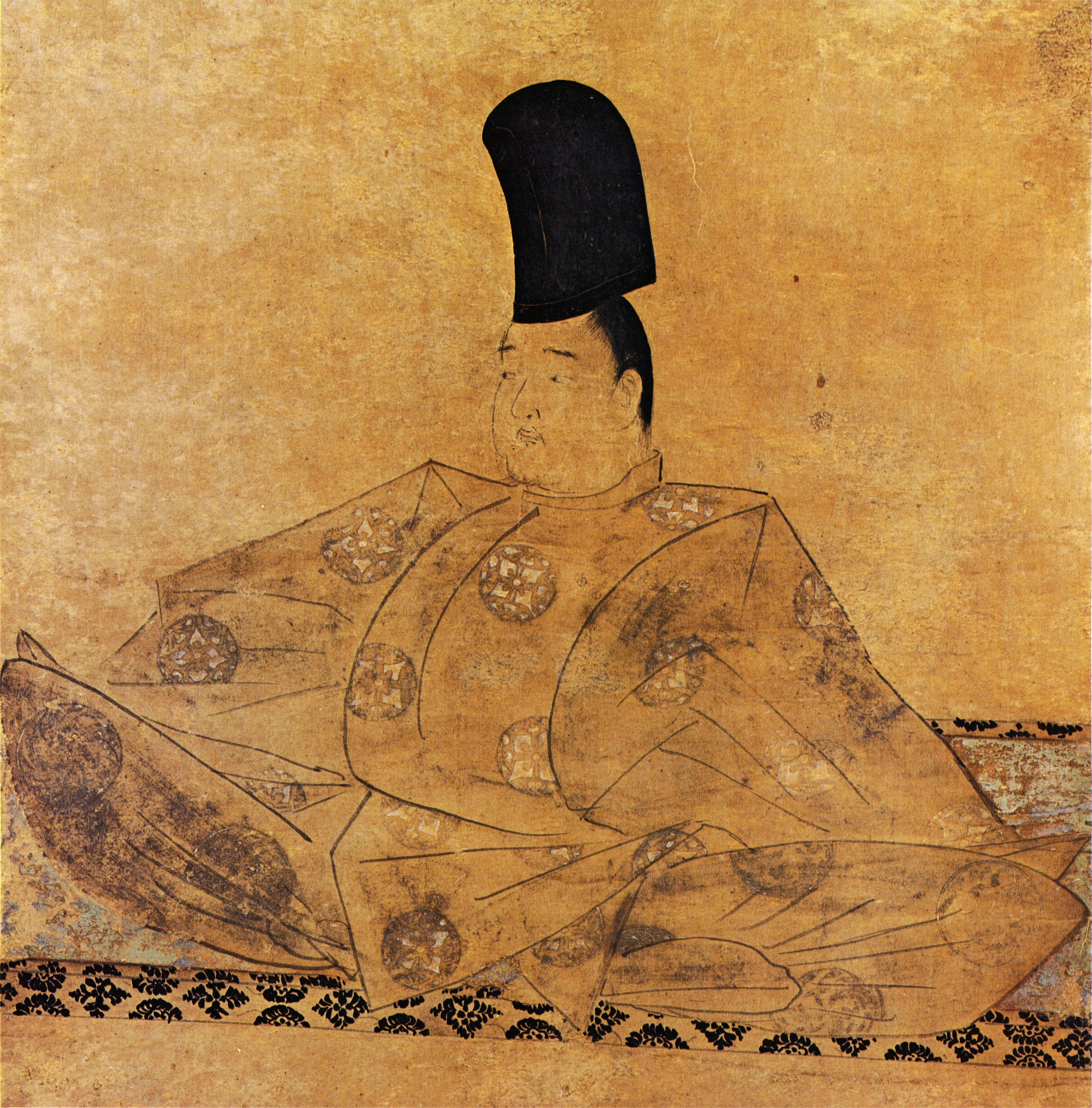
امپراتور گو-توبا (زمان سلطنت ۱۱۹۸–۱۱۸۳)

پایتخت توسط نیروهای شوگون تصرف شد، و قیام گو-توبا به پایان رسید. گو-توبا به جزایر اوکی تبعید شد، و از آنجا هرگز بازگشت نکرد. پسران وی نیز تبعید شدند، از جمله امپراتور تسوچی‌میکادو به ولایت توسا و امپراتور جونتوکو به سادو، نیگاتا تبعید شد، پسر ارشد امپراتور جونتوکو که به تازگی امپراتور شده بود، با امپراتور گو-هوریکاوا، برادرزاده گو-توبا جایگزین شد.
فرایند پس از جنگ تحت رهبری شوگون‌سالاری انجام شد و مغز متفکر، امپراتور بازنشسته امپراتور گو-توبا، و همچنین امپراتوران و شاهزادگان بازنشسته از تبار امپراتور بازنشسته گوتوبا، تبعید شدند، امپراتور چوکیو از سلطنت خلع شد، و بسیاری از افراد دیگر اشراف و سامورایی‌های دربار امپراتوری به اعدام محکوم شدند مردم در آن زمان از مجازات امپراتور بازنشسته، امپراتور و ملازمان مختلف دربار امپراتوری، شوکه شده بودند. اعتبار دربار امپراتوری کاهش یافت و شوگون‌سالاری روکوهارا تاندای را برای نظارت بر دربار امپراتوری تأسیس کرد و کنترل خود را بر دربار امپراتوری تقویت کرد.
پس از شورش، دربار امپراتوری در مورد اینکه چه کسی باید امپراتور بعدی باشد با شوگون‌سالاری مشورت کرد. از آن زمان به بعد، دربار امپراتوری شروع به تأیید نیات شوگون‌سالاری هنگام تصمیم‌گیری در مورد چیتن (امپراتور با قدرت عملی) و امپراتور کرد، که نشان می‌دهد مواضع شوگون‌سالاری و دربار امپراتوری معکوس شده است. دربار امپراتوری پس از حمله مغول، حقوق دیپلماتیک، یکی از اختیارات خود را از دست داد. به این ترتیب پس از حمله مغول، اقتدار دربار امپراتوری بیش از پیش کاهش یافت.

## منبع‌شناسی
- گوکانشو، یک اثر تاریخی و ادبی در مورد تاریخ ژاپن است که توسط راهبِ آیین بودایی جیئن از فرقه تندای در ۱۲۲۰ میلادی نوشته شده‌است.
- آزوما کاگامی، به معنای تحت‌الفظی آینهٔ شرق یک کتاب تاریخی و شرح وقایع بترتیب تاریخ است. این کتاب یکی از منابع معتبر در مورد وقایعی است که از سال ۱۱۸۰ تا ۱۲۶۶ میلادی رخ داده‌است.[۸]
- جوکیوکی،
- روکودای شوجیکی، این کتاب پس از مدت کوتاهی از پایان شورش جوکیو (۱۲۲۱) نوشته شده‌است.
- ماسوکاگامی، این کتاب ۲۰ فصل دارد و رویدادهای سال‌های ۱۱۸۳ تا ۱۳۳۳ میلادی را در بر می‌گیرد. روایت‌ها از شروع سلطنت امپراتور گو توبا شروع می‌شود و با مجازات امپراتور گودای‌گو به یک جزیره ولایت اوکی پایان می‌گیرد.[۹]